# Tharrhalea semiargentea
Tharrhalea semiargentea är en spindelart som beskrevs av Simon 1895. Tharrhalea semiargentea ingår i släktet Tharrhalea och familjen krabbspindlar.
Artens utbredningsområde är Madagaskar. Inga underarter finns listade i Catalogue of Life.